# Gmina Mirna Peč
Mirna Peč – gmina w Słowenii. W 2002 roku liczyła 2 702 mieszkańców.

## Miejscowości
Miejscowości wchodzące w skład gminy Mirna Peč:

- Biška vas
- Čemše
- Dolenja vas pri Mirni Peči
- Dolenji Globodol
- Dolenji Podboršt
- Globočdol
- Golobinjek
- Gorenji Globodol
- Gorenji Podboršt
- Goriška vas
- Grč Vrh
- Hmeljčič
- Hrastje pri Mirni Peči
- Jablan
- Jelše
- Jordankal
- Malenska vas
- Mali Kal
- Mali Vrh
- Mirna Peč – siedziba gminy
- Orkljevec
- Poljane pri Mirni Peči
- Selo pri Zagorici
- Srednji Globodol
- Šentjurij na Dolenjskem
- Veliki Kal
- Vrhovo pri Mirni Peči
- Vrhpeč